# Carles I d'Orleans

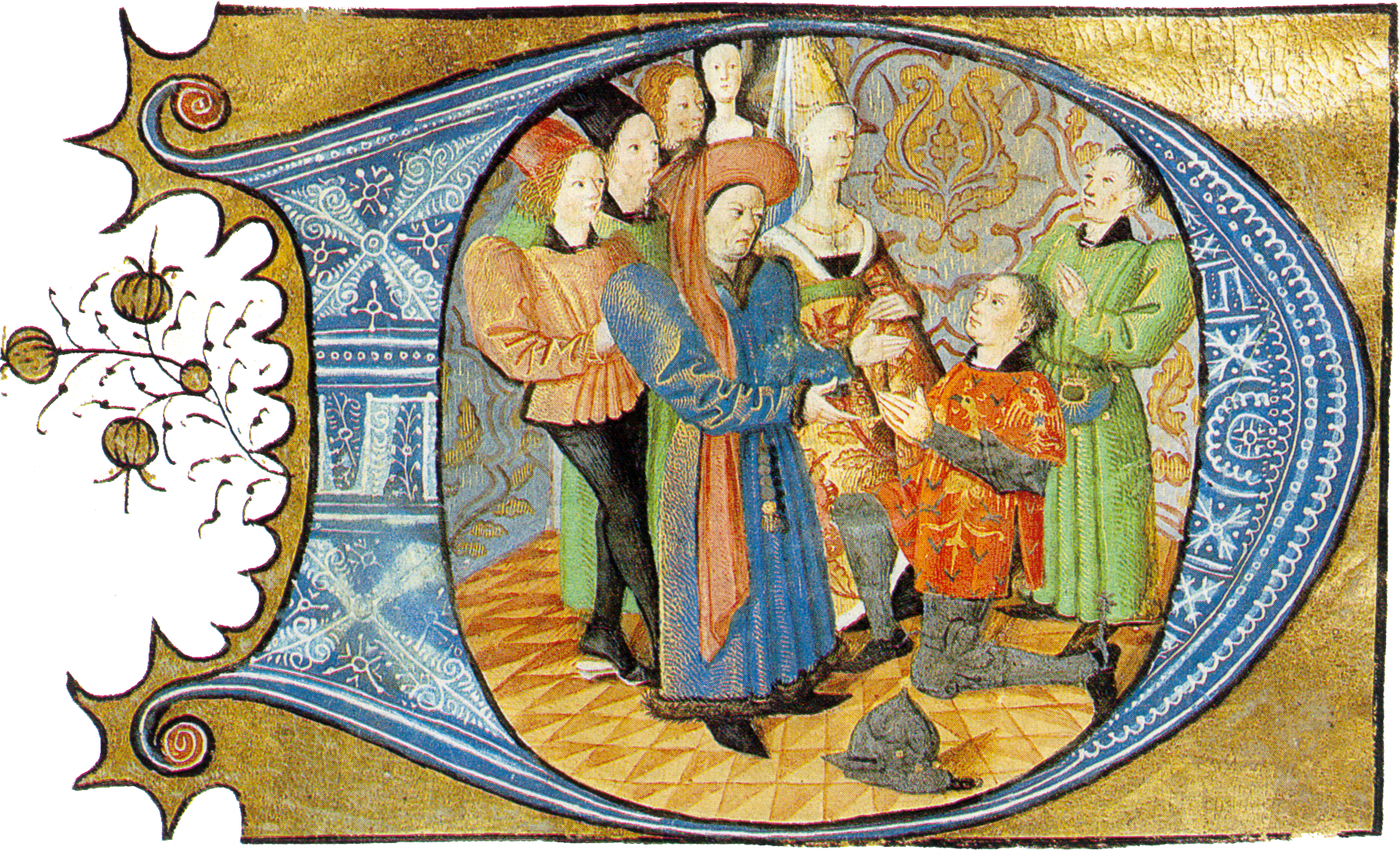
Carles I d'Orleans rebent l'homenatge d'un vassall

Carles I d'Orleans i I de Valois (París 1394 - Amboise 1465), príncep de França, duc d'Orleans i duc de Valois (1407-1465).

## Orígens familiars
Nasqué el 24 de novembre de 1394 sent fill del duc Lluís I d'Orleans i Valentina Visconti. Era net per línia paterna del rei Carles V de França i Joana de Borbó, i per línia materna de Joan I de Visconti i Isabel de Valois.

## Núpcies i descendents
Es casà el 1406 a Compiegne amb Isabel de Valois, filla del rei Carles VI de França i Elisabet de Baviera. Tingueren una filla:
- la infanta Joana d'Orleans (1409-1432), casada el 1424 amb Joan II d'Alençon

Es casà, en segones núpcies, el 1410 amb Bonna d'Armagnac, filla del comte Bernat VII d'Armagnac. D'aquesta unió no tingueren fills.
Es casà, en terceres núpcies, el 1440 amb Maria de Cleves, filla del duc Adolf II de Cleves. D'aquest matrimoni tingueren tres fills:
- la infanta Maria d'Orleans (1457-1493)
- l'infant Lluís II d'Orleans (1462-1515), duc d'Orleans i posterior rei de França amb el nom de Lluís XII
- la infanta Anna d'Orleans (1464-1491), abadessa de Poitiers

## Guerra dels Cent Anys
Després que la Guerra dels Cent Anys contra Anglaterra es revifà el 1415, Carles I d'Orleans fou un dels molts nobles francesos que van ser ferits a la batalla d'Agincourt el 25 d'octubre d'aquell any. En aquella batalla fou capturat i traslladat fins a Anglaterra, on va romandre durant 25 anys. Tingué un bon confinament però no tingué la sort de poder demanar un rescat per la seva llibertat, ja que el mateix Enric V d'Anglaterra s'hi oposà amb valentia, sabent que era un dels seus rivals més temibles. Carles era el cap natural de la facció Armagnac i també era una peça cabdal en la successió a la corona francesa. Durant el seu captiveri Carles d'Orleans dedicà bona part del temps a la poesia, uns textos que ens han arribat fins als nostres dies i on explica de forma melancòlica el seu captiveri.
El 5 de novembre de 1440 finalment fou alliberat pels esforços dels seus enemics anteriors, sobretot Felip III de Borgonya i la seva esposa Isabel de Portugal. Al seu retorn es declarà servent de la duquessa de Borgonya i es casà amb la seva neboda, Maria de Cleves la qual aportà en dot la bona part dels 220.000 escuts que costà el seu retorn.
Carles d'Orleans morí el 5 de gener de 1465 a Amboise, i fou enterrat a l'església de Saint-Sauver a Blois.